# Molophilus claviger
Molophilus claviger är en tvåvingeart som beskrevs av Alexander 1929. Molophilus claviger ingår i släktet Molophilus och familjen småharkrankar. Inga underarter finns listade i Catalogue of Life.